# Дигидрат оксида золота(III)
Дигидра́т окси́да зо́лота(III) («золотая кислота») — Au2O3 · 2H2O, неорганическое комплексное соединение золота, производное оксида золота(III), ранее неверно называемое гидроксид золота(III) с приписываемой ему условной формулой Au(OH)3.
Если к раствору хлорида золота(III) добавить гидроксид щелочного или щёлочноземельного металла или кипятить его после добавления щелочного карбоната, то выделится осадок гидроксида золота(III), однако обычно сильно загрязнённой примесью осадителя. При подходящих условиях загрязнение удаётся устранить путём экстрагирования кислотами.
В результате высушивания над пятиокисью фосфора получается жёлто-красный или жёлто-коричневый порошок состава AuO(OH). Он растворяется в соляной кислоте и в других кислотах, если они достаточно концентрированные, а также в горячем едком кали, откуда следует, что амфотерен. Так как кислотный характер преобладает, то гидроксид золота(III) называют обычно золотой кислотой. Соли этой кислоты называются ауратами, например K[AuO2] · 3H2O — аурат(III) калия. Дигидрат оксида золота(III) легко распадается на оксид золота и воду.